# Jerdons leeuwerik
Jerdons leeuwerik (Plocealauda affinis) is een zangvogel uit de familie Alaudidae (leeuweriken). De Nederlandse (en Engelse) naam verwijst naar de ontdekker van deze vogel, de Engelse legerarts en zoöloog Thomas Caverhill Jerdon.

## Verspreiding en leefgebied
Deze soort komt voor in zuidelijk India en Sri Lanka.

## Status
De grootte van de populatie is niet gekwantificeerd maar de soort wordt omschreven als algemeen. Op de Rode lijst van de IUCN heeft deze soort de status niet bedreigd.